# 러브 인 클라우즈
《러브 인 클라우즈》(영어: Head in the Clouds)는 2004년 공개된 전쟁 드라마 영화이다.

## 출연
- 샬리즈 세런
- 페넬로페 크루스
- 스튜어트 타운젠드
- 토마스 크레치만
- 스티븐 버코프
- 다비드 라에
- 카린 바나스
- 게이브리얼 호건
- 존 조건슨
- 소피 데마레

## 기타 제작진
- 공동 제작: 나이절 골드색
- 공동 총괄 제작: 루이스 데발, 피터 제임스, 제임스 심프슨, 줄리언 레밀라드
- 라인 제작: 피에르 라베르주
- 협력 제작: 페테 마지
- 배역: 로시나 부치, 비라 밀러
- 미술: 조너선 리
- 세트: 짐 에릭슨, 제라르 마르시로
- 의상: 마리오 다비뇽
- 분장: 나탈리 트레파녜
- 제작 관리: 엘러나 조커스
- 조감독: 클로이 체스터턴